# Ferrovia Buenos Aires-La Plata
La ferrovia Buenos Aires-La Plata (Ramal Constitución - La Plata in spagnolo) è una linea ferroviaria argentina che unisce la capitale Buenos Aires con la parte sud della sua area metropolitana e la città di La Plata, capoluogo della provincia di Buenos Aires. Forma parte del sistema della linea Roca ed è gestita dalla compagnia statale Trenes Argentinos Operaciones.

## Storia
Il 2 marzo 2015 la ferrovia passò sotto la gestione della compagnia statale Trenes Argentinos Operaciones. In quello stesso anno, iniziarono i lavori di elettrificazione della ferrovia che furono ultimati nell'ottobre di due anni dopo.